# 蔡燦得
蔡燦得（1975年5月3日—），台灣女演員、作家、主持人。5歲開始於電視劇中演出。步入青少年之後，蔡燦得是學業、演藝事業兩頭兼顧，沒有其他童星在這方面選擇上困擾，使得其演藝生涯能延續至今。2009年為網路輕喜劇《為愛發電！》編劇，共8集，於4月22日「I'm TV」首播，2015上海現代戲劇谷壹戲劇大賞年度最佳女演員獎。

## 電視劇
| 首播       | 頻道                   | 劇名                                | 飾演角色            |
| 1983年     | 台視                   | 向太陽挑戰                          | 郭宛玲 (童年)       |
| 1984年     | 台視                   | 最難忘的人                          | 林念慈 (童年)       |
| 1984年     | 台視                   | 倚天屠龍記                          | 楊不悔 (幼年)       |
| 1984年     | 中視                   | 一剪梅                              | 梁綉雲 (幼年)       |
| 1984年     | 台視                   | 笑傲江湖                            | 任盈盈 (童年)       |
| 1985年     | 中視                   | 牽情                                | 盲眼女孩- 小鳳      |
| 1986年     | 華視                   | 煙雨濛濛                            | 陸依萍 (童年)       |
| 1986年     | 台視                   | 福祿壽喜                            | 俞珍珍              |
| 1986年     | 台視                   | 十月戲劇大展－你照亮我的生命        | 孟曉琪              |
| 1987年     | 中視                   | 長相思                              | 怡君 (童年)         |
| 1988年     | 華視                   | 全家福（單元劇）                    | 陳家惠              |
| 1990年     | 華視                   | 佳家福（單元劇）                    | 游淑惠              |
| 1992年     | 華視                   | 納桑麻谷- 我的家                    |                     |
| 1992年     | 華視                   | 母雞帶小鴨（單元劇）                | 林美燦              |
| 1992年     | 中視                   | 再世情緣                            | 喜春                |
| 1993年     | 華視                   | 包青天- 真假狀元                    | 蘇乞兒              |
| 1993年     | 華視                   | 包青天- 菩薩嶺                      | 楊玉笙              |
| 1994年     | 中視                   | 牽手出頭天                          | 陳曉菊              |
| 1994年     | 華視                   | 兄弟有緣                            | 郭小惠              |
| 1995年     | 華視                   | 兄弟有緣II                          | 郭小惠              |
| 1996年     | 超視                   | 總統的故事                          |                     |
| 1996年     | 中視                   | 天師鍾馗- 包公三請鍾馗              | 紅兒                |
| 1997年     | 中視                   | 大姐當家                            | 白文文              |
| 1997年     | 中視                   | 女巡按－真假公主                    | 樂樂                |
| 1997年     | 中視                   | 布袋和尚                            | 一心和尚            |
| 1997年     | 華視                   | 施公奇案- 真假皇帝                  | 阿萍                |
| 1998年     |                        |                                     |                     |
| 亞洲電視台 | 計中計狀元財- 戰地來客 | 尤絲雅                              |                     |
| 亞洲電視台 | 包青天- 殉情記         | 柳凝霜                              |                     |
| 人間衛視   | 帝王之旅               | 荷花                                |                     |
| 中視       | 女巡按- 真假公主       | 安樂公主                            |                     |
| 華視       | 土地公傳奇- 天生一對   | 何俊蘭                              |                     |
| 1999年     | 中視                   | 海海的人生                          | 阿秀                |
| 1999年     | 三立台灣台             | 鳥來伯與十三姨                      | 林玉婷              |
| 2000年     | 中視                   | 笑傲江湖                            | 儀琳                |
| 2001年     | 華視                   | 四大名捕鬥將軍                      | 凌小刀              |
| 2002年     | 台視                   | 青蘋果上車                          | 賀小美              |
| 2002年     | 台視                   | 台灣曼波三部曲- 少年頭家            | 小玲- 吳玉玲        |
| 2003年     | 台視                   | 心動列車- 第四單元 : 醃蘿蔔的滋味   | 阿得                |
| 2003年     | 衛視中文台             | 第8號當鋪                           | 楊文珊              |
| 2003年     | 山東廣播電視台         | 我的淘氣天使                        | 秦芳                |
| 2005年     | 公視                   | 再見，忠貞二村                      | 邵湘芸              |
| 2005年     | 緯來綜合台             | 少年寶親王                          | 葉玉琳              |
| 2006年     | 衛視中文台             | 天使情人- 當好運遇上幸福            | 赦韻                |
| 2006年     | 公視                   | 米可，GO！                          | 石雅                |
| 2006年     | 公視                   | 危險心靈                            | 英文老師- 彭琪雯    |
| 2007年     | 三立台灣台             | 我一定要成功                        | 南湘楚              |
| 2009年     | 大愛電視台             | 芳草碧連天                          | 美台                |
| 2011年     | 大愛電視台             | 長情劇展- 愛的隨堂考之 聽見心的聲音 | 張寶桂              |
| 2011年     | 大愛電視台             | 戀戀情深                            | 歐美娜              |
| 2012年     | 公視                   | 我的這一班 (單元劇）                | 八年8班班導- 郝得芬 |
| 2013年     | 大愛電視台             | 長情劇展- 無敵老爸                  | 廖丁鳳              |
| 2015年     | 三立都會台             | 22K夢想高飛                         | 蔡小姐              |
| 2016年     | 東森超視               | 惡作劇之吻                          | 何盼雲              |
| 2016年     | 大愛電視台             | 我家的方程式                        | 姜淑媛              |
| 2017年     | CHOCO TV               | 東區小巷的大廟                      | 曾媽媽              |
| 2020年     | 民視                   | 黑喵知情                            | 鐘雅雲              |
| 2021年     | 愛奇藝                 | 逆局                                | 鄧陶然              |
| 2021年     | YouTube、公視          | 國際橋牌社2                         | 陳霏霏              |
| 2022年     | 大愛電視台             | 冬菊，沒問題！                      | 吳秀梅              |
| 2024年     | 華視、三立都會台       | 幸福房屋事件簿                      | 楊瑞華              |
| 2024年     | YouTube                | 小菁與言言                          | 允梅                |
| 2025年     | 民視                   | 好運來                              | 黃靜怡              |
|            |                        | 如果我不曾見過太陽                  |                     |

## 電影
| 上映   | 片名               | 飾演角色      | 導演           |
| 1984年 | 今年的湖畔會很冷   | 江若萍 (童年) | 葉金淦         |
| 1987年 | 尼羅河女兒         | 林曉薇        | 侯孝賢         |
| 1997年 | 生日多戀事         |               | 陳會毅         |
| 1998年 | 第九類媽媽         | 汪季蘭        | 汪瑩           |
| 1998年 | 惡女列傳-猜手槍    | 阿彩          | 林靖傑         |
| 2000年 | 運轉手之戀         | 小妹          | 陳以文、張華坤 |
| 2009年 | 愛到底- 第六號瀏海 | 大賣場顧客    | 黃子佼         |
| 2017年 | 痴情男子漢         | 曾美人        | 連奕琦         |

### 電視電影 / 網路電影
| 首播   | 頻道       | 片名                       | 飾演角色       | 導演            |
| 1999年 | 公視       | 人生劇展- 風車             | 大頭           | 徐忠華          |
| 2000年 | 公視       | 魔法101                    | 吳舜媛         |                 |
| 2001年 | 公視       | 97巷2號5樓                 | 楊筱芳         | 陳義雄、 左世強 |
| 2003年 | 公視       | 人生劇展- 手機有鬼         | 岳靈珊         | 鄭芬芬          |
| 2004年 | 公視       | 絕地花園- 黑夜藍天         | 薇薇           | 安哲毅          |
| 2011年 | 公視       | 人生劇展- 出走的好理由     | 方盈盈         | 張亨如          |
| 2012年 | 公視       | 學生劇展- 美麗鏡界         | 莉君           | 莊景燊          |
| 2014年 | 公視       | 史上最強防守隊             | 林亦蓁         |                 |
| 2014年 | 公視       | 史上最強防守隊，好膽嘜走！ | 小陳女友- 雅芹 | 藍文希          |
| 2015年 | 中天娛樂台 | 一個角落                   | 林素環         | 廖士涵          |

- 中華民國法務部錄影帶《給自己一個能夠擁有的夢》

## 舞台劇
| 首演   | 劇團               | 劇名                  | 飾演角色                                     |
| 1999年 | 九九劇團           | 九九狂講曲之Y世代教室 |                                              |
| 1999年 | 表演工作坊         | 暗戀桃花源            |                                              |
| 1999年 | 表演工作坊         | 十三角關係            |                                              |
| 2006年 | 兒童劇場           | 隱形熊貓回來囉        |                                              |
| 2006年 | 果陀劇場           | 淡水小鎮              | 艾茉莉                                       |
| 2007年 | 果陀劇場           | 開錯門中門            |                                              |
| 2008年 | 果陀劇場           | 針鋒對決              | 苔斯狄蒙娜，威尼斯貴族之女，奧賽羅之新婚妻子 |
| 2012年 | 臺灣戲劇表演家劇團 | 預言                  |                                              |
| 2013年 | 臺灣戲劇表演家劇團 | 愛.時尚               |                                              |
| 2014年 | 果陀劇場           | 淡水小鎮              | 艾茉莉                                       |
| 2017年 | 故事工廠           | 男言之隱              | 季宜蘋                                       |
| 2019年 | 故事工廠           | 明晚，空中見          | 蔡宜君                                       |
| 2019年 | 故事工廠           | 莊子兵法              | 小艾                                         |
| 2022年 | 故事工廠           | 一個公務員的意外死亡  | 政風室主任、鮮周刊主管                       |
| 2022年 | 故事工廠           | 四姊妹                |                                              |
| 2023年 | 果陀劇場           | 妳和我和他的真相      |                                              |
| 2024年 | 全民大劇團         | 西門町一番地          |                                              |

## 主持作品

### 電視節目
| 播出年份 | 頻道       | 節目                                     |
| 1990年   | 台視       | 彩虹街                                   |
| 1991年   | 華視       | 笑星撞地球 短劇固定班底（飾 女兒）       |
| 2000年   | TVBS-G     | 娛樂新聞                                 |
| 2000年   | TVBS-G     | 娛樂週日報                               |
| 2000年   | TVBS-G     | 日本娛樂一週間                           |
| 2000年   | 中視       | 娛樂新聞                                 |
| 2001年   | 衛視中文台 | 戀愛日記                                 |
| 2001年   | 中視       | 綜藝少女組                               |
| 2002年   | 台視       | 台灣強強滾                               |
| 2002年   | 中視       | 歡喜玉玲龍                               |
| 2006年   | MOMO親子台 | IQ部落格                                 |
| 2006年   | 緯來兒童台 | 南極特快車                               |
| 2006年   | 緯來兒童台 | 寶貝地球智多星（地區公益頻道尚在重播中） |
| 2007年   | 公視       | 非常有藝思                               |
| 2012年   | 三立都會台 | 愛玩客（外景節目）                       |
|          | 迪士尼頻道 | 迪士尼信箱                               |

### 廣播節目
| 播出年份                | 頻道       | 節目                                     |
| 2001年                  | 東森廣播網 | 《ET娛樂心得報報》（已停播）             |
| 2010年～2017年          | 飛碟電台   | 《好男好女過日子》（週五時段）（已停播） |
| 2010年                  | 飛碟電台   | 《空中愛閱家》（已停播）                 |
| 2012年                  | 飛碟電台   | 《飛碟得電影世界》（已停播）             |
| 2015年                  | 飛碟電台   | 《今天，真美好》（代班）                 |
| 2015年                  | 飛碟電台   | 《飛碟得玩美世界》（已停播）             |
| 2018年                  | 飛碟電台   | 《陶子晚報》（代班）                     |
| 2021年11/21～2022年2/20 | 飛碟電台   | 《聽聽影視聽》（已停播）                 |
| 2024年1月3日～2月28日   | 飛碟電台   | 《娛樂happy go》（週三時段）（已停播）   |

### 典禮活動

#### 廣播金鐘獎
| 年份   | 典禮                       | 搭檔主持人   |
| 2003年 | 第38屆-廣播金鐘獎 頒獎典禮 | 李季準、徐薇 |

#### 記者會
| 年份   | 典禮                             | 搭檔主持人 |
| 2007年 | 緯來戲劇台韓劇《幻想情侶》記者會 |            |

#### 台北電影獎
| 年份   | 典禮                       | 搭檔主持人 |
| 2012年 | 第14屆-台北電影獎 頒獎典禮 | 曾國城     |
| 2015年 | 第17屆-台北電影獎 頒獎典禮 | 納豆       |
| 2016年 | 第18屆-台北電影獎 頒獎典禮 | 楊達敬     |
| 2018年 | 第20屆-台北電影獎 頒獎典禮 | 陳竹昇     |

## 音樂作品

### 音樂專輯
| 發行年份 | 專輯名稱                                            | 製作公司     | 曲目 |
| -------- | --------------------------------------------------- | ------------ | --- |
| 1990年   | 與我們這一班                                        | 林傑唱片     | 曲目 1. 痴 2. 結 3. 夢 4. 看海的日子 5. 豎琴 6. 背影 7. 小秘密 8. 白米酒 9. 給你女孩 10. 沒有月亮的晚上                                                                |
| 1991年   | 少女年代                                            | 林傑唱片     | 曲目 1. Lucky Girl 2. 让我自己做 3. 我不想对你说抱歉 4. Never Stop Missing You 5. 白色的梦 6. 舞猫 7. Joanna 8. Suger Baby Love 9. 梦里，是我们约会的地方 10. 再见童年 |
| 1996年   | 有個希望 （合唱歌曲，收錄於施易男專輯《有個希望》） | 開麗創意組合 | 曲目 1. 煩惱 |

## 出版作品
| 出版日期 | 書名                           | 出版社                     | ISBN               |
| 1991年   | 《少女年代VEGA 蔡燦得寫真集》  | 希代書版                   |                    |
| 1992年   | 《蔡燦得的秘密》               | 希代書版                   | ISBN 9789575443214 |
| 1994年   | 《織夢的女孩 蔡燦得寫真集》    | 萬盛圖書                   |                    |
| 1999年   | 《得過且過》                   | 商周出版                   | ISBN 9789576672934 |
| 2001年   | 《自得其樂》                   | 積木出版社                 | EAN 4710589642572  |
| 2006年   | 《得ㄐㄧㄤˇ咖啡》              | 洒落工作室                 | ISBN 9868103762    |
| 2007年   | 《小英的故事》（有聲書配音）   | 齊威國際多媒體、夢工廠創意 | EAN 4712308125915  |
| 2010年   | 《自由，可不寂寞》             | 腳ㄚ文化                   | ISBN 9789867637581 |
| 2016年   | 《殺死小甜甜：勉強，有礙健康》 | 啟動文化                   | ISBN 9789869408301 |

## 編劇作品
- 2009年  4月22日首播：利樂包裝（台灣）網路輕喜劇《為愛發電！》編劇（導演：黃子佼）
- 2009年  參與電影《愛到底：第六號瀏海》編劇及幕後花絮拍攝
- 2024年  4月8日首播：參與網路輕喜劇《小菁與言言》演出、編劇（導演：安哲毅、曾培善、練健輝）

## 節目來賓
| 節目             | 日期           | 主題                                |
| 康熙來了         | 2007年11月28日 | 瘋牙套演藝圈的矯正風                |
| 康熙來了         | 2007年7月27日  | 藝能界也是很環保的                  |
| 康熙來了         | 2007年6月25日  | 猜不出年齡的藝人！                  |
| 康熙來了         | 2007年6月14日  | 打開女明星的包包                    |
| 康熙來了         | 2011年6月23日  | 女明星最難以啟齒的私密事            |
| 康熙來了         | 2015年4月9日   | 最熟悉的陌生人！大牌臨演來了        |
| 國光幫幫忙       | 2005年6月27日  | 長的可愛就不能性感嗎？              |
| 國光幫幫忙       | 2007年7月24日  | 校花大戰璧花                        |
| 國光幫幫忙       | 2008年1月2日   | 當班級幹部一定吃香嗎？              |
| 國光幫幫忙       | 2008年4月22日  | 小姐妳今年到底幾歲                  |
| 國光幫幫忙       | 2008年7月31日  | 正港戲劇A咖來踢館                   |
| 國光幫幫忙       | 2009年3月17日  | 想不到她年纪這麼大                  |
| 國光幫幫忙       | 2012年2月14日  | 熟女vs嫩妹生死鬥 男人到底愛哪個！？ |
| SS小燕之夜       | 2014年3月31日  | 演員拍戲的必備小物！                |
| 百萬小學堂       | 2009年3月13日  |                                     |
| 麻辣天后宮       | 2009年2月24日  | 大明星部落格自拍攝影展              |
| 就是要開運       | 2008年8月22日  | 女人最在乎的事--情字這條路！？      |
| 美味鑑定團       | 2008年1月26日  |                                     |
| 我猜我猜我猜猜猜 | 2008年1月26日  | 真的假不了                          |
| 開運萬事通       | 2007年12月7日  | 開運週報之愛情處方箋                |
| 大小愛吃         | 2007年8月14日  | 陶叔叔與蔡燦得的美味料理            |
| 開運萬事通       | 2007年7月25日  |                                     |
| 小氣大財神       | 2007年4月16日  |                                     |
| 愛上九點半       | 2005年7月28日  | 是情人還是朋友                      |
| 滾球大戰         | 1995年9月17日  |                                     |

## 獎項紀錄
| 年份   | 頒獎典禮                 | 獎項                      | 作品                     | 結果 |
| ------ | ------------------------ | ------------------------- | ------------------------ | ---- |
| 1999年 | 第2屆台北電影節          | 最佳演員獎                | 《惡女列傳之猜手槍》     | 獲獎 |
| 2000年 | 第35屆金馬獎             | 最佳女配角                | 《惡女列傳》             | 提名 |
| 2007年 | 廣播電視小金鐘獎         | 最佳演出人獎              | 《寶貝地球智多星》       | 提名 |
| 2008年 | 廣播電視小金鐘獎         | 最佳演出人獎              | 《非常有藝思》           | 獲獎 |
| 2012年 | 第47屆金鐘獎             | 迷你劇集/電視電影女配角獎 | 《聽見心的聲音》         | 提名 |
| 2014年 | 第49屆金鐘獎             | 教育文化節目主持人獎      | 《幕後的一千零一夜故事》 | 提名 |
| 2015年 | 上海現代戲劇谷壹戲劇大賞 | 年度最佳女演員獎          |                          | 獲獎 |